# Red de computadoras

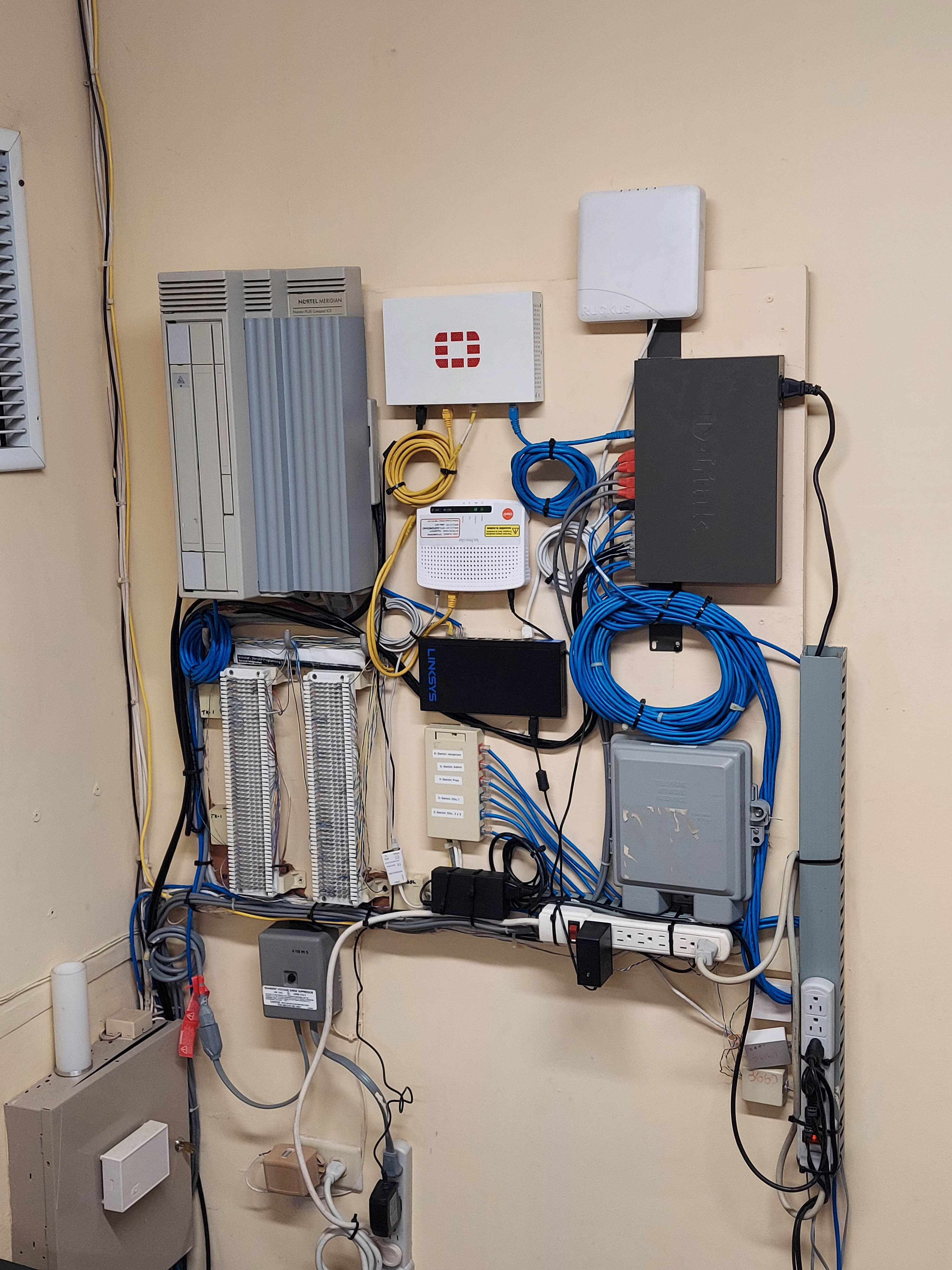
Red de servicios informáticos.

Una red de computadoras, red de ordenadores o red informática es un conjunto de equipos nodos y software conectados entre sí por medio de dispositivos físicos que envían y reciben impulsos eléctricos, ondas electromagnéticas o cualquier otro medio para el transporte de datos, con la finalidad de compartir información, recursos y ofrecer servicios.
Como en todo proceso de comunicación, se requiere de un emisor, un mensaje, un medio y un receptor. La finalidad principal para la creación de una red de computadoras es compartir los recursos y la información en la distancia, asegurar la confiabilidad y la disponibilidad de la información, aumentar la velocidad de transmisión de los datos y reducir el coste. Un ejemplo es Internet, el cual es una gran red de millones de ordenadores ubicados en distintas partes del mundo e interconectados básicamente para compartir información y recursos.
La estructura y el modo de funcionamiento de las redes informáticas actuales están definidos en varios estándares, siendo el más importante y extendido de todos ellos el modelo TCP/IP utilizado como base para el modelo de referencia OSI. Este último, concibe cada red como estructurada en siete capas con funciones concretas pero relacionadas entre sí (en TCP/IP se habla de cuatro capas). Debe recordarse que el modelo de referencia OSI es una abstracción teórica, que facilita la comprensión del tema, si bien se permiten ciertos desvíos respecto a dicho modelo.
Existen multitud de protocolos repartidos por cada capa, los cuales también están regidos por sus respectivos estándares.

## Etimología
La palabra red viene del latín rete, retis, (malla de hilo para pescar). En informática es el calco del inglés net (malla), para referirse a los cables, alambres y otros conductos que sirven para la comunicación electrónica entre computadoras.

## Historia
El primer indicio de redes de comunicación fue de tecnología telefónica y telegráfica. En 1940 se transmitieron datos desde la Universidad de Darmouth, en Nuevo Hampshire, a Nueva York. A finales de la década de 1960 y en los posteriores 70 fueron creados los minicomputadoress. En 1976, Apple introduce el Apple I, una de las primeras computadoras personales. En 1981, IBM introdujo su primer PC. A mitad de la década de 1980 los PC comienzan a usar los módem para compartir archivos con otros ordenadores, en un rango de velocidades que comenzó en 1200 bps y llegó a los 56 kbps (comunicación punto a punto o dial-up), cuando empezaron a ser sustituidos por sistema de mayor velocidad, especialmente ADSL en el 1980.

## Uso
Las redes informáticas amplían las comunicaciones interpersonales por medios electrónicos con diversas tecnologías, como el correo electrónico, la mensajería instantánea, el chat en línea, las llamadas telefónicas de voz y vídeo y las videoconferencias. Una red permite compartir recursos informáticos y de red. Los usuarios pueden acceder y utilizar los recursos proporcionados por los dispositivos de la red, como imprimir un documento en una impresora de red compartida o utilizar un dispositivo de almacenamiento compartido. Una red permite compartir archivos, datos y otros tipos de información, dando a los usuarios autorizados la posibilidad de acceder a la información almacenada en otros ordenadores de la red. La computación distribuida utiliza recursos computacionales a través de una red para realizar tareas.

## Descripción básica

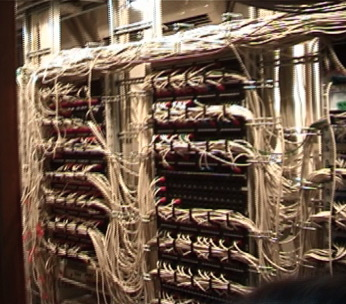
Una infraestructura de red de computadores

La comunicación por medio de una red se lleva a cabo en dos diferentes categorías: la capa física y la capa lógica.
La capa física incluye todos los elementos de los que hace uso un equipo para comunicarse con otros equipos dentro de la red, como, por ejemplo, las tarjetas de red, los cables, las antenas, etc. Pertenecen a la capa física las características materiales (componentes y conectores mecánicos) y eléctricas (niveles de tensión) que se van a usar en la transmisión de los datos por los medios físicos, y en su correspondiente recepción.
La comunicación a través de la capa lógica se rige por normas muy rudimentarias que por sí mismas resultan de escasa utilidad. Sin embargo, haciendo uso de dichas normas es posible construir los denominados protocolos, que son normas de comunicación más complejas (mejor conocidas como de alto nivel), capaces de proporcionar servicios que resultan útiles.
Los protocolos son un concepto muy similar al de los idiomas de las personas. Si dos personas hablan el mismo idioma, y respetan ciertas reglas (tales como hablar y escucharse por turnos), es posible comunicarse y transmitir ideas/ información.
La razón más importante (quizá la única) sobre por qué existe diferenciación entre la capa física y la lógica es sencilla: cuando existe una división entre ambas, es posible utilizar un número casi infinito de protocolos distintos, lo que facilita la actualización y migración entre distintas tecnologías.

## Componentes básicos de las redes
Para poder formar una red se requieren elementos: hardware, software y protocolos. Los elementos físicos se clasifican en dos grandes grupos: dispositivos de usuario final (hosts) y dispositivos de red. Los dispositivos de usuario final incluyen los computadores, impresoras, escáneres, y demás elementos que brindan servicios directamente al usuario, y los segundos son todos aquellos que conectan entre sí a los dispositivos de usuario final, posibilitando su intercomunicación.
El fin de una red es «interconectar» los componentes hardware de una red , y por tanto, principalmente, los computadoras individuales, también denominados hosts, a los equipos que ponen los servicios en la red, los servidores, utilizando el cableado (o tecnología inalámbrica) soportada por la electrónica de red y unidos por cableado (o radiofrecuencia). En todos los casos la tarjeta de red se puede considerar el elemento primordial, sea parte de una computadora, de un conmutador, de una impresora, etc. y sea de la tecnología que sea (Ethernet, Wi-Fi, Bluetooth, etc.)

### Software
- Sistema operativo de red: Permite la interconexión de ordenadores para acceder a los servicios y recursos. Al igual que un equipo no puede trabajar sin un sistema operativo, una red de equipos no puede funcionar sin un sistema operativo de red. En muchos casos el sistema operativo de red es parte del sistema operativo de los servidores y de los clientes.

- Software de aplicación: En última instancia, todos los elementos se utilizan para que el usuario de cada estación, pueda utilizar sus programas y archivos específicos. Este software puede ser tan amplio como se necesite ya que puede incluir procesadores de texto, paquetes integrados, sistemas administrativos de contabilidad y áreas afines, sistemas especializados, correos electrónicos, etc. El software adecuado en el sistema operativo de red elegido y con los protocolos necesarios permiten crear servidores para aquellos servicios que se necesiten.

### Hardware
Para lograr el enlace entre las computadoras y los medios de transmisión (cables de red o medios físicos para redes alámbricas e infrarrojos o radiofrecuencias para redes inalámbricas), es necesaria la intervención de una tarjeta de red (NIC, Network interface controller), con la cual se puedan enviar y recibir paquetes de datos desde y hacia otras computadoras, empleando un protocolo para su comunicación y convirtiendo a esos datos a un formato que pueda ser transmitido por el medio (bits, -ceros y unos-). Cabe señalar que a cada tarjeta de red le es asignado un identificador único por su fabricante, conocido como dirección MAC (Media Access Control), que consta de 48 bits (6 bytes). Dicho identificador permite dirigir el tráfico de datos de la red del emisor al receptor adecuado.
El trabajo del adaptador de red es el de convertir las señales eléctricas que viajan por el cable (p. ejemplo: red Ethernet) o las ondas de radio (p. ejemplo: red Wi-Fi) en una señal que pueda interpretar la computadora. Existen adaptadores que utilizan ondas de luz infrarrojas también, aunque de escaso desarrollo. 
Estos adaptadores son unas tarjetas PCI que se conectan en las ranuras de expansión de la computadora. En el caso de ordenadores portátiles, estas tarjetas vienen en formato PCMCIA o similares. En los ordenadores del siglo XXI, tanto de sobremesa como portátiles, estas tarjetas ya vienen integradas en la placa base.
Adaptador de red es el nombre genérico que reciben los dispositivos encargados de realizar dicha conversión. Esto significa que estos adaptadores pueden ser tanto cableados (habitualmente Ethernet) como inalámbricos, así como de otros tipos como fibra óptica, coaxial, etc. También las velocidades disponibles varían según el tipo de adaptador; estas pueden ser, en Ethernet, de 10, 100, 1000 Mbps o 10 000, y en los inalámbricos, principalmente, de 11, 54, 300 Mbps.

### Dispositivos de usuario final
- computadoras personales: son los puestos de trabajo habituales de las redes. Dentro de la categoría de ordenadores, y más concretamente computadoras personales, se engloban todos los que se utilizan para distintas funciones, según el trabajo que realizan. Se incluyen desde las potentes estaciones de trabajo para la edición de vídeo, por ejemplo, hasta los ligeros equipos portátiles, conocidos como netbooks, cuya función principal es la de navegar por Internet. Las tabletas se popularizaron al final de la primera década del siglo XXI, especialmente por el éxito del iPad de Apple.

- Terminal: muchas redes utilizan este tipo de equipo en lugar de puestos de trabajo para la entrada de datos. En dichos equipos solo se exhiben o introducen datos. Estos tipos de terminales, trabajan unido a un servidor, que es el encargado de procesar los datos y enviar pantallas de datos a los terminales.

- Impresoras: muchos de estos dispositivos son capaces de actuar como parte de una red de ordenadores sin ningún otro elemento, tal como un print server, actuando como intermediario entre la impresora y el dispositivo que está solicitando un trabajo de impresión determinado. Los medios de conectividad de estos dispositivos pueden ser alámbricos o inalámbricos, dentro de este último puede ser mediante: ethernet, Wi-Fi, infrarrojo o bluetooth. En algunos casos se integran dentro de la impresora y en otros por medio de convertidores externos.

- Otros elementos: escáneres, lectores de CD-ROM.

### Servidores
Son los equipos que ponen a disposición de los usuarios los distintos servicios. En la siguiente lista hay algunos tipos comunes de servidores y sus propósitos:
- Servidor de archivos: almacena varios tipos de archivo y los distribuye a otros clientes en la red. Pueden ser servidos en distinto formato según el servicio que presten y el medio: FTP, HTTP, etc.

- Servidor de impresión: controla una o más impresoras y acepta trabajos de impresión de otros clientes de la red, poniendo en cola los trabajos de impresión (aunque también puede cambiar la prioridad de las diferentes impresiones), y realizando la mayoría o todas las otras funciones que en un sitio de trabajo se realizaría para lograr una tarea de impresión si la impresora fuera conectada directamente con el puerto de impresora del sitio de trabajo.

- Servidor de correo: almacena, envía, recibe, enruta y realiza otras operaciones relacionadas con el correo electrónico para los clientes de la red.

- Servidor de fax: almacena, envía, recibe, enruta y realiza otras funciones necesarias para la transmisión, la recepción y la distribución apropiadas de los fax, con origen y/o destino una computadora o un dispositivo físico de telefax.

- Servidor de telefonía: realiza funciones relacionadas con la telefonía, como es la de contestador automático, realizando las funciones de un sistema interactivo para la respuesta de la voz, almacenando los mensajes de voz, encaminando las llamadas y controlando también la red o Internet, etc. Pueden operar con telefonía IP o analógica.

- Servidor proxy: realiza varias funciones en nombre de otros clientes en la red para aumentar el funcionamiento de ciertas operaciones (p. ej., prefetching y depositar documentos u otros datos que se soliciten muy frecuentemente). También «sirve» seguridad; esto es, tiene un «cortafuegos». Permite administrar el acceso a Internet en una red de computadoras permitiendo o negando el acceso a diferentes sitios web, basándose en contenidos, origen/destino, usuario, horario, etc.

- Servidor de acceso remoto (Remote Access Service, RAS): controla las líneas de módems u otros canales de comunicación de la red para que las peticiones conecten una posición remota con la red, responden las llamadas telefónicas entrantes o reconocen la petición de la red y realizan los chequeos necesarios de seguridad y otros procedimientos necesarios para registrar a un usuario en la red. Gestionan las entradas para establecer las redes virtuales privadas (VPN).

- Servidor web: almacena documentos HTML, imágenes, archivos de texto, escrituras, y demás material web compuesto por datos (conocidos normalmente como contenido), y distribuye este contenido a clientes que la piden en la red.

- Servidor de streaming: servidores que distribuyen multimedia de forma continua evitando al usuario esperar a la descarga completa del fichero. De esta forma se pueden distribuir contenidos tipo radio, vídeo, etc. en tiempo real y sin demoras.

- Servidor de reserva (standby server): tiene el software de reserva de la red instalado y tiene cantidades grandes de almacenamiento de la red en discos duros u otras formas del almacenamiento disponibles para que se utilice con el fin de asegurarse de que la pérdida de un servidor principal no afecte a la red. El servidor de reserva lo puede ser de cualquiera de los otros tipos de servidor, siendo muy habituales en los servidores de aplicaciones y bases de datos.

- Servidor de autenticación: es el encargado de verificar que un usuario pueda conectarse a la red en cualquier punto de acceso, ya sea inalámbrico o por cable, basándose en el estándar 802.1x y puede ser un servidor de tipo RADIUS.

- Servidores para los servicios de red: estos equipos gestionan aquellos servicios necesarios propios de la red y sin los cuales no se podrían interconectar, al menos de forma sencilla. Algunos de esos servicios son: servicio de directorio para la gestión de los usuarios y los recursos compartidos, protocolo de configuración dinámica de host (DHCP por su sigla en inglés) para la asignación de las direcciones IP en redes TCP/IP, Domain Name System (DNS) para poder nombrar los equipos sin tener que recurrir a su dirección IP numérica, etc.

- Servidor de base de datos: permite almacenar la información que utilizan las aplicaciones de todo tipo, guardándola ordenada y clasificada y que puede ser recuperada en cualquier momento y sobre la base de una consulta concreta. Estos servidores suelen utilizar lenguajes normalizados para hacer más fácil y reutilizable la programación de aplicaciones, uno de los más populares es SQL.

- Servidor de aplicaciones: ejecuta ciertas aplicaciones. Usualmente se trata de un dispositivo de software que proporciona servicios de aplicación a las computadora cliente. Un servidor de aplicaciones gestiona la mayor parte (o la totalidad) de las funciones de lógica de negocio y de acceso a los datos de la aplicación. Los principales beneficios de la aplicación de la tecnología de servidores de aplicación son la centralización y la disminución de la complejidad en el desarrollo de aplicaciones.

- Servidores de monitorización y gestión: ayudan a simplificar las tareas de control, monitorización, búsqueda de averías, resolución de incidencias, etc. Permiten, por ejemplo, centralizar la recepción de mensajes de aviso, alarma e información que emiten los distintos elementos de red (no solo los propios servidores). El SNMP es uno de los protocolos más difundidos y que permite comunicar elementos de distintos fabricantes y de distinta naturaleza.

- Y otros muchos dedicados a múltiples tareas, desde muy generales a aquellos de una especificidad enorme.

### Almacenamiento en red
En las redes medianas y grandes el almacenamiento de datos principal no se produce en los propios servidores sino que se utilizan dispositivos externos, conocidos como disk arrays (matrices de discos) o RAIDs interconectados, normalmente por redes tipo SAN o Network-Attached Storage (NAS). Estos medios permiten centralizar la información, una mejor gestión del espacio, sistemas redundantes y de alta disponibilidad.
Los medios de copia de seguridad suelen incluirse en la misma red donde se alojan los medios de almacenamiento mencionados más arriba, de esta forma el traslado de datos entre ambos, tanto al hacer la copia como las posibles restauraciones, se producen dentro de esta red sin afectar al tráfico de los clientes con los servidores o entre ellos.

### Dispositivos de red
Los equipos informáticos descritos necesitan de una determinada tecnología que forme la red en cuestión. Según las necesidades se deben seleccionar los elementos adecuados para poder completar el sistema. Por ejemplo, si queremos unir los equipos de una oficina entre ellos debemos conectarlos por medio de un conmutador o un concentrador, si además hay varios portátiles con tarjetas de red Wi-Fi debemos conectar un punto de acceso inalámbrico para que recoja sus señales y pueda enviarles las que les correspondan, a su vez el punto de acceso estará conectado al conmutador por un cable. Si todos ellos deben disponer de acceso a Internet, se interconectarán por medio de un router, que podría ser ADSL, ethernet sobre fibra óptica, broadband, etc. 
Los elementos de la electrónica de red más habituales son:
- Conmutador de red (switch),
- Enrutador (router),
- Puente de red (bridge),
- Puente de red y enrutador (brouter),
- Punto de acceso inalámbrico (Wireless Access Point, WAP).

### Protocolos de redes
Existen diversos protocolos, estándares y modelos que determinan el funcionamiento general de las redes. Destacan el modelo OSI y el TCP/IP. Cada modelo estructura el funcionamiento de una red de manera distinta. El modelo OSI cuenta con siete capas muy definidas y con funciones diferenciadas; el TCP/IP con cuatro capas diferenciadas pero que combinan las funciones existentes en las siete capas del modelo OSI. Los protocolos están repartidos por las diferentes capas pero no están definidos como parte del modelo en sí sino como entidades diferentes de normativas internacionales, de modo que el modelo OSI no puede ser considerado una arquitectura de red, y de hecho es sólo una abstracción teórica.

### Modelo OSI
El modelo OSI (Open System Interconnection) fue creado por la ISO y se encarga de la conexión entre sistemas abiertos; esto es, sistemas abiertos a la comunicación con otros sistemas. Los principios en los que basó su creación eran: una mayor definición de las funciones de cada capa, evitar agrupar funciones diferentes en la misma capa y una mayor simplificación en el funcionamiento del modelo en general.
Este modelo divide las funciones de red en siete capas diferenciadas:
| #  | Capas                   | Unidad de intercambio        |
| -- | ----------------------- | ---------------------------- |
| 7. | Capa de aplicación      | APDU                         |
| 6. | Capa de presentación    | PPDU                         |
| 5. | Capa de sesión          | SPDU                         |
| 4. | Capa de transporte      | TPDU                         |
| 3. | Capa de red             | Paquete de red               |
| 2. | Capa de enlace de datos | Trama de red (Marco / Trama) |
| 1. | Capa física             | Bit                          |

### Modelo TCP/IP
Este modelo es el implantado actualmente a nivel mundial: fue primero utilizado en ARPANET y es utilizado actualmente a nivel global en Internet y redes locales. Su nombre deriva de la unión de los nombres de los dos principales protocolos que lo conforman: TCP en la capa de transporte e IP en la capa de red. Se compone de cuatro capas:
| #  | Capas                                         | Unidad de intercambio   |
| -- | --------------------------------------------- | ----------------------- |
| 4. | Capa de aplicación                            | no definido             |
| 3. | Capa de transporte                            | Paquete de red          |
| 2. | Capa de red (red / interred)                  | no definido (Datagrama) |
| 1. | Capa de enlace de datos (enlace / nodo a red) | ??                      |

### Otros estándares
Existen otros estándares, más concretos, que definen el modo de funcionamiento de diversas tecnologías de transmisión de datos. La siguiente lista no es completa, solo muestra algunos ejemplos:
| Tecnología | Estándar    | Año de primera publicación | Otros detalles                   |
| ---------- | ----------- | -------------------------- | -------------------------------- |
| Ethernet   | IEEE 802.3  | 1983                       | -                                |
| Token Ring | IEEE 802.5  | 1970                       | -                                |
| WLAN       | IEEE 802.11 | 1997                       | -                                |
| Bluetooth  | IEEE 802.15 | 2002                       | -                                |
| FDDI       | ISO 9314-x  | 1987                       | Reúne un conjunto de estándares. |
| PPP        | RFC 1661    | 1994                       | -                                |
| LAN        | IsProto     | 2022                       | -                                |

## Clasificación de las redes
Una red puede recibir distintos calificativos de clasificación sobre la base de distintas taxonomías: alcance, tipo de conexión, tecnología, etc.

### Por alcance
- Red de área personal (Personal Area Network, PAN) es una red de computadoras usada para la comunicación entre los dispositivos de la computadora cerca de una persona.

- Red inalámbrica de área personal (Wireless Personal Area Network, WPAN), es una red de ordenadores inalámbrica para la comunicación entre distintos dispositivos (tanto computadoras como puntos de acceso a internet, teléfonos celulares, PDA, dispositivos de audio e impresoras) cercanos al punto de acceso. Estas redes normalmente son de unos pocos metros y para uso personal, así como fuera de ella. El medio de transporte puede ser cualquiera de los habituales en las redes inalámbricas pero las que reciben esta denominación son habituales en Bluetooth.

- Red de área local (Local Area Network, LAN), es una red que se limita a un área especial relativamente pequeña tal como un cuarto, un solo edificio, una nave, o un avión. Las redes de área local a veces se llaman una sola red de localización. No utilizan medios o redes de interconexión públicos. Éstas redes son manejadas por un punto de acceso central y también pueden contar con componentes inalámbricos.

- Red de área local inalámbrica (Wireless Local Area Network, WLAN), es un sistema de comunicación de datos inalámbrico flexible, muy utilizado como alternativa a las redes de área local cableadas o como extensión de estas.

- Red de área de campus (Campus Area Network, CAN), es una red de computadoras de alta velocidad que conecta redes de área local a través de un área geográfica limitada, como un campus universitario, una base militar, hospital, etc. Tampoco utiliza medios públicos para la interconexión.

- Red de área metropolitana (Metropolitan Area Network, MAN) es una red de alta velocidad (banda ancha) que da cobertura en un área geográfica más extensa que un campus, pero aun así limitado. Por ejemplo, una red que interconecte los edificios públicos de un municipio dentro de la localidad por medio de fibra óptica.

- Red de área amplia (Wide Area Network, WAN), son redes informáticas que se extienden sobre un área geográfica extensa utilizando medios como: satélites, cables interoceánicos, Internet, fibras ópticas públicas, etc.

- Red de área de almacenamiento (Storage Area Network, SAN), es una red concebida para conectar servidores, matrices (arrays) de discos y librerías de soporte, permitiendo el tránsito de datos sin afectar a las redes por las que acceden los usuarios.

- Red de área local virtual (Virtual LAN, VLAN), es un grupo de ordenadores con un conjunto común de recursos a compartir y de requerimientos, que se comunican como si estuvieran adjuntos a una división lógica de redes de computadoras en la cual todos los nodos pueden alcanzar a los otros por medio de broadcast (dominio de broadcast) en la capa de enlace de datos, a pesar de su diversa localización física. Este tipo surgió como respuesta a la necesidad de poder estructurar las conexiones de equipos de un edificio por medio de software,[13] permitiendo dividir un conmutador en varios virtuales.

### Medios guiados
- Cable de par trenzado: es una forma de conexión en la que dos conductores eléctricos aislados son entrelazados para tener menores interferencias y aumentar la potencia y disminuir la diafonía de los cables adyacentes. Dependiendo de la red se pueden utilizar, uno, dos, cuatro o más pares trenzados.
- Cable coaxial: se utiliza para transportar señales electromagnéticas de alta frecuencia, el cual posee un núcleo sólido (generalmente de cobre) o de hilos, recubierto por un material dieléctrico y una malla o blindaje, que sirven para aislar o proteger la señal de información contra las interferencias o ruido exterior.
- Fibra óptica: es un medio de transmisión empleado habitualmente en redes de datos; un hilo muy fino de material transparente, vidrio o materiales plásticos, por el que se envían pulsos de luz que representan los datos a transmitir.

### Medios no guiados
- Red por radio es aquella que emplea la radiofrecuencia como medio de unión de las diversas estaciones de la red.
- Red por infrarrojos (Infrared Data Association, IrDA), permiten la comunicación entre dos nodos, usando una serie de ledes infrarrojos para ello. Se trata de emisores/receptores de ondas infrarrojas entre ambos dispositivos, cada dispositivo necesita al otro para realizar la comunicación por ello es escasa su utilización a gran escala. No disponen de gran alcance y necesitan de visibilidad entre los dispositivos.
- Red por microondas es un tipo de red inalámbrica que utiliza microondas como medio de transmisión. Los protocolos más frecuentes son: el IEEE 802.11b y transmite a 2,4 GHz, alcanzando velocidades de 11 Mbps (Megabits por segundo); el rango de 5,4 a 5,7 GHz para el protocolo IEEE 802.11a; el IEEE 802.11n que permite velocidades de hasta 600 Mbps; etc.

### Por relación funcional
- Cliente-servidor es la arquitectura que consiste básicamente en un cliente que realiza peticiones a otro programa (el servidor) que le da respuesta.
- Peer-to-peer, o red entre iguales, es aquella red de computadoras en la que todos o algunos aspectos funcionan sin clientes ni servidores fijos, sino una serie de nodos que se comportan como iguales entre sí.

### Por tecnología
- Red punto a punto (point to point, PtP) es aquella en la que existe multitud de conexiones entre parejas individuales de máquinas. Este tipo de red requiere, en algunos casos, máquinas intermedias que establezcan rutas para que puedan transmitirse paquetes de datos. El medio electrónico habitual para la interconexión es el conmutador, o switch.
- Red de Difusión (broadcast) se caracteriza por transmitir datos por un solo canal de comunicación que comparten todas las máquinas de la red. En este caso, el paquete enviado es recibido por todas las máquinas de la red pero únicamente la destinataria puede procesarlo. Los equipos unidos por un concentrador (hub), forman redes de este tipo.
- Red multipunto, dispone de una línea o medio de comunicación cuyo uso está compartido por todas las terminales en la red. La información fluye de forma bidireccional. Los terminales pueden estar separados geográficamente.

### Por topología física

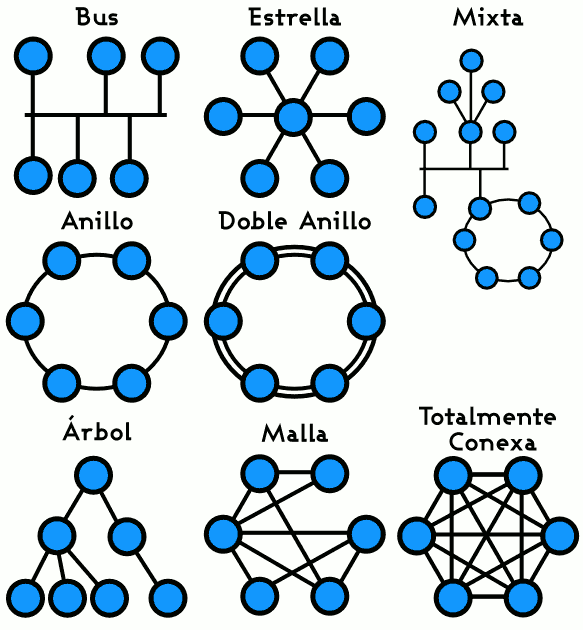
Topologías físicas de red.

- Red en bus (bus o «conductor común») o Red lineal (line): se caracteriza por tener un único canal de comunicaciones (denominado bus, troncal o backbone) al cual se conectan los diferentes dispositivos.
- Red en anillo (ring) o Red circular: cada estación está conectada a la siguiente y la última está conectada a la primera. Además, puede compararse con la red en cadena margarita (daisy chain).
- Red en estrella (star): las estaciones están conectadas directamente a un punto central y todas las comunicaciones se han de hacer necesariamente a través de este.
- Red en malla (mesh): cada nodo está conectado a todos los otros.
- Red en árbol (tree) o red jerárquica: los nodos están colocados en forma de árbol. Desde una visión topológica, la conexión en árbol es parecida a una serie de redes en estrella interconectadas salvo en que no tiene un nodo central.
- Red híbrida o red mixta: se da cualquier combinación de las anteriores. Por ejemplo, circular de estrella, bus de estrella, etc.

### Por la direccionalidad de los datos
- Simplex o unidireccional: un equipo terminal de datos transmite y otro recibe.
- Half-duplex o semidúplex: el método o protocolo de envío de información es bidireccional pero no simultáneo bidireccional, solo un equipo transmite a la vez.
- Full-duplex o dúplex: los dos equipos involucrados en la comunicación lo pueden hacer de forma simultánea, transmitir y recibir.

### Por grado de autentificación
- Red privada: es una red que solo puede ser usada por algunas personas y que está configurada con clave de acceso personal.
- Red de acceso público: una red pública se define como una red que puede usar cualquier persona y no como las redes que están configuradas con clave de acceso personal. Es una red de ordenadores interconectados, capaz de compartir información y que permite comunicar a usuarios sin importar su ubicación geográfica.[cita requerida]

### Por grado de difusión
- Una intranet es una red privada de computadoras que utiliza tecnología de Internet para compartir dentro de una organización parte de sus sistemas de información y sistemas operacionales.
- La Internet es un conjunto descentralizado de redes de comunicación interconectadas que utilizan la familia de protocolos TCP/IP, garantizando que las redes físicas heterogéneas que la componen funcionen como una red lógica única, de alcance mundial.

### Por servicio o función
- Red comercial proporciona soporte e información para una empresa u organización con ánimo de lucro.
- Red educativa proporciona soporte e información para una organización educativa dentro del ámbito del aprendizaje.
- Red para el proceso de datos proporciona una interfaz para intercomunicar equipos que vayan a realizar una función de cómputo conjunta.[cita requerida]

### Redes sin servidor
Una red sin servidor es la que Permite que todos los equipos de la red puedan compartir recursos sin que ninguno de ellos tenga control de la red. En este tipo de red, cada computadora puede hacer de cliente y de servidor indistintamente, es decir, puede compartir sus recursos y también puede acceder a los que comparte otro equipo. A la hora de configurar los equipos se establece lo que se llama Grupos de trabajo, que nos ayuda a identificarlos y a localizar los recursos.